# Pasembon
Pasembon is een bestuurslaag in het regentschap Probolinggo van de provincie Oost-Java, Indonesië. Pasembon telt 1378 inwoners (volkstelling 2010).